# Округ Калхун (Џорџија)
Округ Калхун (енгл. Calhoun County) је округ у америчкој савезној држави Џорџија.

## Демографија
По попису из 2010. године број становника је 6.694, што је 374 (5,9%) становника више него 2000. године.
| Група             | 2000.         | 2010.         |
| Белци             | 2.368 (37,5%) | 2.250 (33,6%) |
| Афроамериканци    | 3.830 (60,6%) | 4.105 (61,3%) |
| Азијати           | 4 (0,1%)      | 30 (0,4%)     |
| Хиспаноамериканци | 189 (3,0%)    | 262 (3,9%)    |
| Укупно            | 6.320         | 6.694         |